# 池田勇太
池田 勇太（いけだ ゆうた、1985年12月22日 - ）は、千葉県千葉市出身のプロゴルファー。

## 経歴
- 6歳のときにゴルフを始め、千葉学芸高校時代に日本ジュニア、世界ジュニアゴルフ選手権で優勝。

## アマチュア時代
- 東北福祉大学在学中に日本アマでベスト4入り、日本オープンではローアマ入りの経歴あり、2005年、2006年に、日本学生ゴルフ選手権競技で優勝。
- 2007年 - プロテスト合格。

## プロ戦績
- 2008年 - 実質プロ1年目で賞金ランキング52位、初シードを獲得。
- 2009年 - 「日本プロゴルフ選手権大会」でツアー初勝利。同大会を初出場での優勝は第1回大会の宮本留吉を除いて日本人選手初。プロ転向後16戦目での今大会制覇は1985年以降で最短。賞金ランキング2位、日本ツアー4勝は最多勝。
- 2010年 - 日清食品と所属契約を締結。これにより池田は日清食品の所属選手として「日清のどん兵衛」ロゴ入りのウェアーやサンバイザーなどを着用してプレーすることになった[3]（2017年まで[4]）。
- 2010年 - アメリカ合衆国ジョージア州で行われたマスターズ・トーナメントに初出場。
  - この大会の初日で4バーディー、2ボギーの70で回り、首位と4打差の17位と好発進した。初出場の日本人の初日成績としては、過去最少ストローク記録を樹立する。結果は、決勝ラウンドに残るもトータル292（+2）の29位。
- 2010年 - 賞金ランキング4位、日本ツアー4勝で2年連続最多勝。
- 2011年 - 賞金ランキング11位、日本ツアー1勝。
- 2012年 - 10月のキヤノンオープン優勝にて、最年少でのツアー通算10勝目を挙げる（記録：26歳9か月）。敬愛する尾崎将司（記録：27歳8か月）を塗り替えたが、同年11月に石川遼によって塗り替え（21歳1か月）られた。
- 2012年 - 賞金ランキング4位、日本ツアー1勝。
- 2013年 - 日本ゴルフツアー選手会の会長を歴代最年少で就任[5]。
- 2013年 - 賞金ランキング9位、日本ツアー1勝。
- 2014年
  - 「日本オープンゴルフ選手権競技」優勝で日本タイトル2冠を達成。「日本プロ」と「日本オープン」を20代で制するのは1974年の尾崎将司以来6人目。
  - 賞金ランキング7位、日本ツアー1勝。
  - この年から全日本空輸（ANA）とスポンサー契約を結ぶ（2019年現在も継続中）[6]。
- 2015年 - 賞金ランキング3位、日本ツアー1勝。
- 2016年
  - 片山晋呉と共にリオ五輪の男子ゴルフ日本代表として出場。21位で終了[7]。
  - 一方日本ツアーでは3勝を挙げ、また賞金王争いでは終盤にカシオワールドオープンで優勝を飾り[8]、ランキングトップに立っていた谷原秀人を逆転。最終戦のゴルフ日本シリーズで2位タイに入り、史上4人目で自身初となる獲得賞金2億円を突破して賞金王に輝いた[1]。
- 2017年
  - 賞金ランキング4位、日本ツアー3勝[9]。
  - 9月に行われたANAオープンでプレーオフの末優勝。賞金2200万円を獲得して史上最年少となる31歳269日で生涯獲得賞金10億円を突破[10]。しかしこの記録も2019年に石川遼（28歳82日で達成）によって破られた[11]。
- 2018年
  - 日清食品との所属契約終了に伴い、この年からフリーとして活動[4]。
  - 9月に行われたダイヤモンドカップゴルフで史上11人目のツアー通算20勝目を達成。中嶋、尾崎将に次ぐ男子ツアー史上3番目の最年少記録となった[12]。結局優勝はこれのみで、賞金ランキング5位[13]。
- 2019年 - 6月に行われたミズノオープンで優勝し[14]、全英オープンへの出場権を獲得。しかし9オーバー139位タイで予選落ち[15]。また日本国内ツアーもミズノオープンの1勝に終わり賞金ランキングも17位と不本意なシーズンとなったが[16]、尾崎将司の15年連続に次いで青木功、片山晋呉と並ぶ2番目に長い11年連続で優勝を記録。
- 2020年 - 選手としては初めて選手会事務局長に就任しコロナ禍の苦境打開、新規大会立ち上げなどに尽力したが、ツアー優勝はなく連続年優勝が途切れる。
- 2023年 - 14シーズンにわたって守り続けたシードを失い、年末に参加した最終予選会も途中棄権で終了。
- 2024年
  - 2022年から悩まされた「顎偏位症」の痛みを発端にした故障の根治を目指し手術を3月に受ける。
  - 2021年にプライベートゴルフをともにしたmuta JAPAN（渋谷区）の山北耕三社長との縁から同社が展開するゴルフアパレル「ムータマリンゴルフ」とウェア契約[17]。

## 優勝歴

### 日本ツアー（21）
| 勝数         |
| メジャー (3) |
| ツアー (18)  |

| No. | 日時           | 大会                                                   | 優勝スコア             | 打差       | 2位                           |
| --- | -------------- | ------------------------------------------------------ | ---------------------- | ---------- | ----------------------------- |
| 1   | 2009年6月14日  | 日本プロゴルフ選手権大会                               | -14 (65-67-69-65=266)  | 7打差      | 立山光広                      |
| 2   | 2009年8月30日  | VanaH杯KBCオーガスタゴルフトーナメント                 | -21 (69-66-69-63=267)  | プレーオフ | 今野康晴                      |
| 3   | 2009年10月11日 | キヤノンオープンゴルフトーナメント                     | -16 (64-72-64=200)     | 4打差      | 近藤共弘／ ハン・リー         |
| 4   | 2009年10月25日 | ブリヂストンオープンゴルフトーナメント                 | -18 (67-67-71-65=270)  | 2打差      | 久保谷健一                    |
| 5   | 2010年7月4日   | TOSHIN GOLF TOURNAMENT IN Lake Wood                    | -17 (68-66-64-73=271)  | 3打差      | 薗田峻輔                      |
| 6   | 2010年9月19日  | ANAオープンゴルフトーナメント                          | -14 (70-71-66-67=274)  | 1打差      | 金度勲／ ジェイ・チョイ       |
| 7   | 2010年10月24日 | ブリヂストンオープンゴルフトーナメント                 | -23 (67-71-65-62=265)  | 3打差      | 松村道央                      |
| 8   | 2010年11月21日 | ダンロップフェニックストーナメント                     | -15 (67-66-70-66=269)  | 2打差      | 金庚泰                        |
| 9   | 2011年7月31日  | サン・クロレラクラシック                               | -14 (66-72-64-72=274)  | 1打差      | 平塚哲二                      |
| 10  | 2012年10月7日  | キヤノンオープンゴルフトーナメント                     | -17 (66-68-68-69=271)  | 3打差      | 黄重坤／ 手嶋多一             |
| 11  | 2013年11月3日  | マイナビABCチャンピオンシップゴルフトーナメント        | -15 (63-69-70-67=269)  | プレーオフ | S・K・ホ                      |
| 12  | 2014年10月19日 | 日本オープンゴルフ選手権競技                           | -10 (64-68-66-72=270)  | 1打差      | 小平智／ 片山晋呉             |
| 13  | 2015年8月30日  | RIZAP KBCオーガスタゴルフトーナメント                  | -20 (66-65-71-66=268)  | 5打差      | 小田孔明                      |
| 14  | 2016年4月24日  | パナソニックオープンゴルフチャンピオンシップ           | -13（67-73-66-65=271） | 3打差      | 金庚泰／ マーカス・フレーザー |
| 15  | 2016年10月10日 | 本間ツアーワールドカップ                               | -14（68-67-69-66=270） | プレーオフ | 宋永漢                        |
| 16  | 2016年11月27日 | カシオワールドオープンゴルフトーナメント               | -13（72-64-67=203)     | 1打差      | 正岡竜二                      |
| 17  | 2017年8月27日  | RIZAP KBCオーガスタゴルフトーナメント                  | -18 (69-67-67-67=270)  | 3打差      | 上井邦裕                      |
| 18  | 2017年9月17日  | ANAオープンゴルフトーナメント                          | -13（70-69-65-71=275） | プレーオフ | 時松隆光／ 今平周吾           |
| 19  | 2017年10月15日 | 日本オープンゴルフ選手権競技                           | -8（67-66-67-72=272）  | 1打差      | 金谷拓実（当時アマチュア）    |
| 20  | 2018年9月23日  | アジアパシフィックオープン ダイヤモンドカップゴルフ    | -15（69-66-66-68=269） | 6打差      | ジャスティン・ハーディング    |
| 21  | 2019年6月2日   | 全英への道 ミズノオープン at ザ・ロイヤル ゴルフクラブ | -7（70-74-66-71=281）  | 1打差      | チャン・キム                  |

#### プレーオフ記録（4-2）
| No. | 年     | 大会                                            | 対戦相手          | 内容 |
| --- | ------ | ----------------------------------------------- | ----------------- | --- |
| 1   | 2009年 | VanaH杯KBCオーガスタゴルフトーナメント          | 今野康晴          | 1ホール目、両者パー。2ホール目、今野が4オン。池田が3オン1パットのバーディー。池田の優勝。                                                  |
| 2   | 2012年 | TOSHIN GOLF TOURNAMENT IN 涼仙                  | 呉阿順            | 日没によりピンまで45ヤードからのプレーオフとなった4ホール目、池田2オン1パット。呉1オン1パット。 呉の優勝。                                 |
| 3   | 2013年 | マイナビABCチャンピオンシップゴルフトーナメント | S・K・ホ          | プレーオフ1ホール目、ホが4オン。池田が2オン2パットのバーディー。池田の優勝。                                                               |
| 4   | 2016年 | 本間ツアーワールドカップ                        | 宋永漢            | 日没により2日間に渡るプレーオフの通算9ホール目、池田が2メートルのバーディーパットを決め優勝。                                              |
| 5   | 2016年 | 平和PGM選手権                                   | 谷原秀人          | プレーオフ2ホール目、谷原バーディー、池田パー。谷原の優勝。                                                                                |
| 6   | 2017年 | ANAオープンゴルフトーナメント                   | 時松隆光 今平周吾 | 1ホール目にパーの今平が脱落。2ホール目、時松が2打目と3打目をミスしてボギー。 2打目をしっかりグリーンに乗せ、バーディーを奪った池田の優勝。 |

## その他
- 3歳時に見たテレビドラマ『あぶない刑事』で主演俳優の柴田恭兵の大ファンとなり、プロゴルファーとなってからも海外遠征のたびに同作のDVDを持ち歩く[33]。2011年11月9日には同組でプロアマ戦に出場した柴田にアプローチを教えた[33]ほか、2016年1月24日にはテレビ番組『行列のできる法律相談所』で映画『さらば あぶない刑事』の柴田をはじめ主要俳優陣4人と共にゲスト出演し、前述の大ファンぶりが紹介されると共に4人との記念写真も撮影された[34]。
- 2011年現在、ゴルフ専門誌『週刊パーゴルフ』にコラムページ『主役はオレだ!』を連載している。

- 地元千葉の練習場『北谷津ゴルフガーデン』では、ジュニアの稲見萌寧 が居た。